# Умбиликариевые (порядок)
Умбиликариевые (лат. Umbilicariales)  — порядок лихенизированных грибов в классе Леканоромицеты. Был предложен в качестве нового порядка в 2007 году.

## Семейства
Согласно базе данных Catalogue of Life на март 2022 года порядок включает следующие семейства:
- Elixiaceae Lumbsch, 1997 — Эликсиевые
- Fuscideaceae Hafellner, 1984 — Фусцидеевые
- Ophioparmaceae R.W. Rogers et Hafellner, 1984 — Офиопармовые
- Ropalosporaceae Hafellner, 1984 — Ропалоспоровые
- Umbilicariaceae Chevall., 1826 — Умбиликариевые